# 솽허시
솽허시(중국어: 双河市, 병음: Shuānghé Shì, 위구르어: قوشئۆگۈز شەھىرى)는 중화인민공화국 신장 위구르 자치구의 현급시로 면적은 742.18km2, 인구는 53,800명(2015년 기준)이다. 2014년 2월에 신설되었다.

## 행정 구역
1개 진, 5개 단장을 관할한다.
- 진: 塔斯爾海鎮
- 단장: 81団場, 84団場, 85団場, 86団場, 90団場